# شهرستان کتاب
ناحیهٔ کتاب (ازبکی: Kitob tumani}} یک ناحیه در ولایت کشک‌دریای ازبکستان است. مرکز آن شهر کتاب است. این ناحیه عمدتاً در دامنه‌های جنوبی رشته‌کوه زرافشان واقع شده‌است. بیشینه جمعیت آن از تاجیکان هستند و شهر کتاب نیز کاملاً تاجیک‌نشین است. این ناحیه در سال ۲۰۱۱ دارای ۱۳ شهرک و ۱۲ جماعت روستایی بود.